# 隆尊
隆尊（りゅうそん、慶雲3年（706年） - 天平宝字4年閏4月18日（760年6月9日）は、奈良時代の僧。

## 人物
義淵に師事して法相・華厳の教学を学び、はじめ元興寺に住し、のちに興福寺に移った。正しく授戒できる師の日本への招聘を舎人親王に建議し、733年（天平5年）栄叡・普照を中国の唐に派遣して道璿・鑑真らの来日のきっかけをつくったと伝えられる。751年（天平勝宝3年）律師に任じられ、翌752年（天平勝宝4年）の東大寺大仏開眼供養では華厳講師をつとめたが、755年（天平勝宝7歳）律師を辞任している。